# Mendonça Neto
Antônio Saturnino de Mendonça Neto, conhecido como Mendonça Neto (Rio Novo, 10 de março de 1945 — Maceió, 10 de novembro de 2010) foi um político e jornalista brasileiro.
Era filho de Cloripes Matos Mendonça e do político e escritor Antonio Saturnino de Mendonça Junior.
No jornalismo, iniciou-se no Diário de Notícias, trabalhando, em seguida, nas revistas O Cruzeiro e Manchete, no Rio de Janeiro.
Foi deputado estadual e  deputado federal por Alagoas entre 1974 e 1994, defendendo, entre outras causas,  a volta à democracia representativa,  uma distribuição de renda mais justa e a probidade no uso do dinheiro público. Filiado ao Movimento Democrático Brasileiro (MDB), de oposição à ditadura instaurada no Brasil em 1964, e  depois ao Partido Democrático Trabalhista (PDT),  à época de sua morte estava no Partido Socialismo e Liberdade. Faleceu de câncer renal.